# Хепасалонсаари
Хепасалонсаари (фин. Heposalonsaari) — небольшой скалистый остров в Ладожском озере. Относится к группе Западных Ладожских шхер. Принадлежит Лахденпохскому району Карелии, Россия.
Вытянут с северо-запада на юго-восток. Длина 5,6 км, ширина 2 км.
Расположен в Якимварском заливе, образуя его северный берег. На западе узким проливом отделен от острова Кюльвяянсари. Остров возвышенный, юго-восточные берега скалистые. Почти весь покрыт лесами.